# Стьярнан
«Стьярнан» (ісл. Stjarnan) — ісландський футбольний клуб із Гардабайра, передмістя Рейк'явіка, заснований 1960 року. Виступає у Урвалсдейлд, яка ще називається Обраною лігою. З ісландської мови назва клубу «Stjarnan» перекладається як «Зірка». Клуб відомий нетиповим святкуванням голів, яке виконують гравці під час матчу.
У 2014 році клуб вперше виграв чемпіонат Ісландії.

## Історія
Спортивний клуб «Стьярнан» було засновано 30 листопада 1960 року у місті Гардабайр місцевим активістом Фрідріксіні Брага. Спочатку клуб представляв види спорту, які найбіль популярні в Ісландії. Це гандбол, баскетбол, плавання та інші. Пізніше з'явилася і секція футболу.
Окрім чоловічої команди існує також жіноча футбольна команда «Стьярнан», яка чотири рази вигравала чемпіонат країни та тричі ставала переможцем розіграшу Кубка Ісландії.
Велике значення у клубі надають роботі з молоддю. Багато вихованців клубу є гравцями збірних Ісландії різних вікових категорій.
У 1989 році «Стьярнан» виграв турнір Першої ліги і наступного сезону дебютував у Вищому дивізіоні. Але там команда протрималася недовго і вже у 1991 році «Стьярнан» посів дев'яте місце і знову вилетів до Першої ліги.
90-ті роки ХХ століття та перша половина 2000-х років пройшли для клуба у постійній зміні дивізіонів, коли команда майже кожного сезону вилітала або піднімалася в іншу лігу. І тільки з 2009 року «Стьярнан» є постійним учасником Урвалсдейлд.
У 2012 та 2013 роках «Стьярнан» виходив до фіналу національного кубка але незмінно поступався у вирішальному матчі. У 2013 році команда вперше в історії стала призером чемпіонату, посівши третє місце.
У 2014 році дебютувала в єврокубках. Враховуючи низький коєфіцієнт «Стьярнана» та взагалі ісландських клубів, високих результатів від команди ніхто не чекав. Але «Стьярнан» перевершив всі найсміливіші сподівання своїх фанатів, коли в першому євросезоні дійшов до раунда плей-оф Ліги Європи, вибивши на цьому шляху валлійський «Бангор Сіті», шотландський «Мотервелл» та польський «Лех».

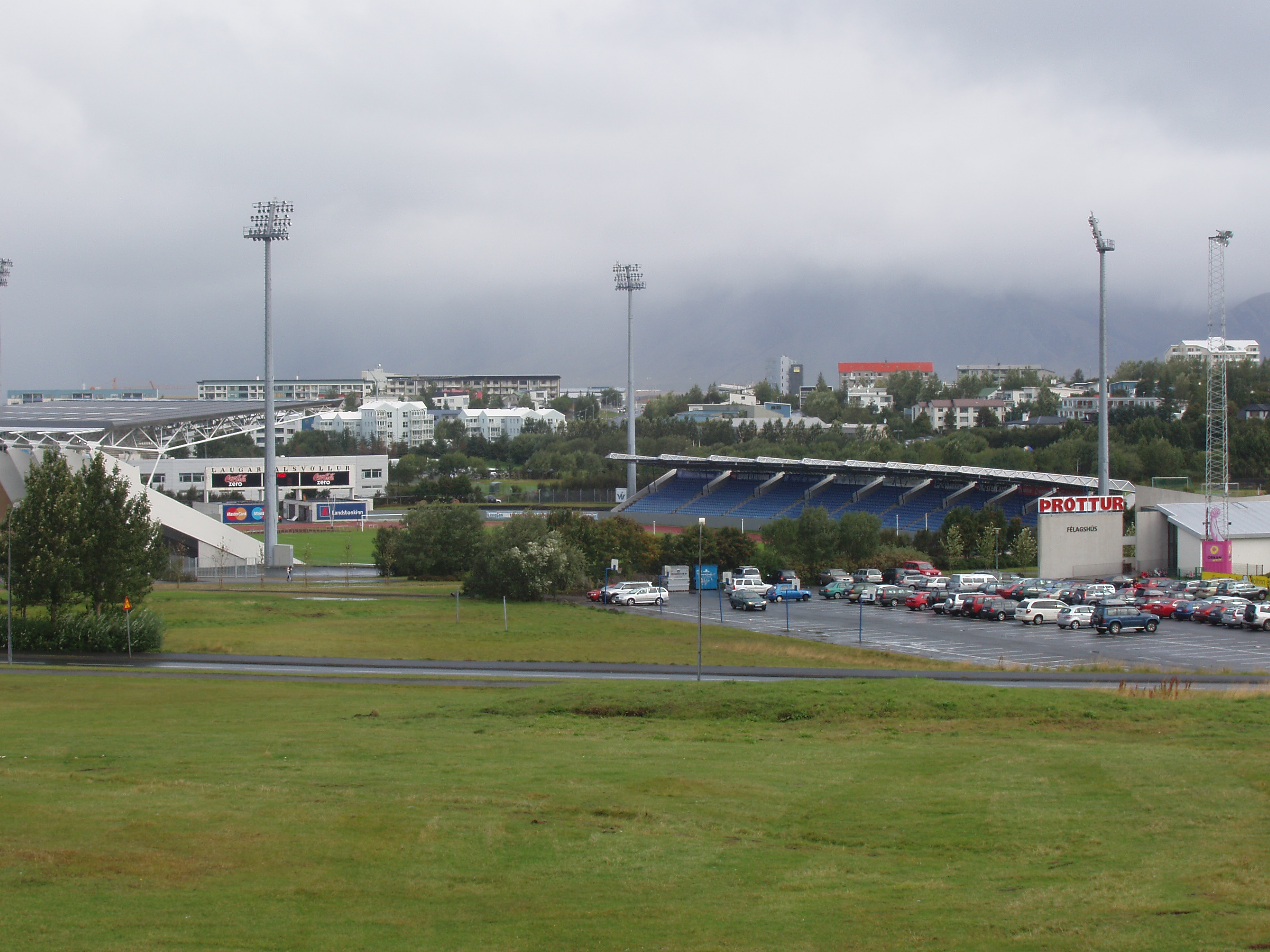
Стадіон Лаугардалсволлур, на якому «Стьярнан» приймав італійський «Інтер» 20 серпня 2014 року

До раунду плей-оф «Стьярнан» підійшов у статусі головної команди - відкриття єврокубкової кваліфікації, де на ісландців вже чекав італійський «Інтер». 20 серпня 2014 року на стадіоні «Лаугардалсволлур» у Рейк'явіку «Стьярнан» зіграв свій найголовніший матч в історії на той час. За присутності рекордної кількості глядачів у майже 10 тисяч «Стьярнан» очікувано поступився «Інтеру» 0:3. За тиждень на міланському «Сан-Сіро» «Інтер» довершив розгром ісландців, забивши ще шість «сухих» голів.
Таким чином «Стьярнан» став першим клубом з Ісландії, що пройшов єврокубковий шлях від першого кваліфікаційного раунда до плей-оф. Тим вагомішим був цей успіх, враховуючи те, що це був дебютний сезон для «Стьярнана» у Європі.

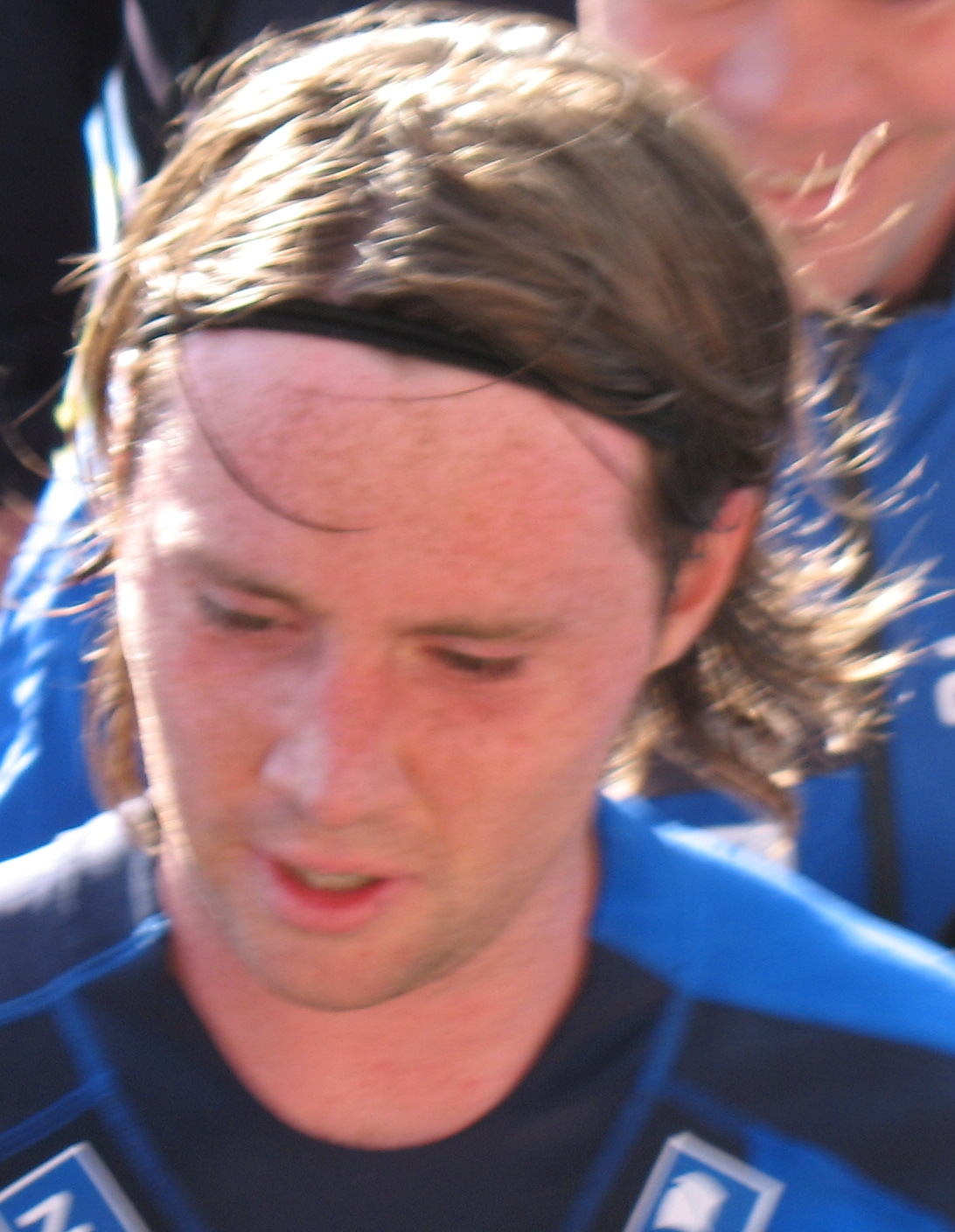
Капітан чемпіонського сезону Вейгар Палл Гуннарссон

4 жовтня 2014 року на домашньому стадіоні «Гапнарф'ярдара» «Каплакрікі» проходив матч останнього туру чемпіонату Ісландії сезону 2014 року. По суті це був «золотий матч», у якому вирішувалась доля золотих нагород. Обидві команди підійшли до матчу без жодної поразки, а господарі обходили «Стьярнан» у таблиці на два бали. І тільки перемога могла принести золоті медалі для «Зірки». Наприкінці першого тайму «Стьярнан» повів у рахунку але фол і вилучення на 60-тій хвилині капітана команди Вейгара Палла Гуннарссона залишило гостей у меншості. І вже за хвилину після цього «ФХ» зрівняв рахунок. Але вже на 93-й хвилині захисники «ФХ» припустилися вирішального фолу у своєму карному майданчику. І форвард «Стьярнана» Олафур Карл Фінсен не підвів партнерів по команді, чітко реалізувавши пенальті і таким чином він приніс своєму клубу перший в історії чемпіонський титул.
Після матчу трапився цікавий казус: перемога «ФХ» у цьому матчі і у чемпіонаті взагалі виглядала такою беззаперечною, що чорно-білі стрічки (кольори «ФХ») на чемпіонському кубку довелося терміново міняти на синьо-білі стрічки кольорів «Стьярнана».
На тому матчі стався рекорд відвідуваності у чемпіонаті Ісландії: на матчі були присутні 6450 глядачів. Це максимальна місткість стадіону «Каплакрікі».
2014 рік став найуспішнім в історії «Стьярнана». Команда виграла чемпіонат, не зазнавши жодної поразки. Тим самим «Зірка» повторила рекорд столичного «Валюра», який тримався 36 років.

## Досягнення
Урвалсдейлд
- Чемпіон Ісландії (1) — 2014.

Суперкубок Ісландії
- Володар кубка (2) — 2015, 2019.

Кубок Ісландії
- Володар кубка (1) — 2018.

## Виступи в єврокубках
| Сезон   | Змагання         | Раунд | Суперник       | Вдома        | На виїзді | Разом   |  |
| ------- | ---------------- | ----- | -------------- | ------------ | --------- | ------- |  |
| 2014–15 | Ліга Європи      | 1К    | Бангор Сіті    | 4–0          | 4–0       | 8–0     |  |
| 2014–15 | Ліга Європи      | 2К    | Мотервелл      | 3–2 (дод.ч.) | 2–2       | 5–4     |  |
| 2014–15 | Ліга Європи      | 3К    | Лех            | 1–0          | 0–0       | 1–0     |  |
| 2014–15 | Ліга Європи      | По    | Інтернаціонале | 0–3          | 0–6       | 0–9     |  |
| 2015–16 | Ліга чемпіонів   | 2К    | Селтік         | 1–4          | 0–2       | 1–6     |  |
| 2017–18 | Ліга Європи      | 1К    | Шемрок Роверс  | 0–1          | 0–1       | 0–2     |  |
| 2018–19 | Ліга Європи      | 1К    | Нимме Калью    | 3–0          | 0–1       | 3–1     |  |
| 2018–19 | Ліга Європи      | 2К    | Копенгаген     | 0–2          | 0–5       | 0–7     |  |
| 2019–20 | Ліга Європи      | 1К    | ФКІ Левадія    | 2–1          | 2–3       | 4–4 (г) |  |
| 2019–20 | Ліга Європи      | 2К    | Еспаньйол      | 1–3          | 0–4       | 1–7     |  |
| 2021–22 | Ліга конференцій | 1К    | Богеміанс 1905 | 1–1          | 0–3       | 1–4     |  |

Примітки
- 1К: Перший кваліфікаційний раунд
- 2К: Другий кваліфікаційний раунд
- 3К: Третій кваліфікаційний раунд
- ПО: Плей-оф раунд